# Reschima Demokratit schel Natzrat
Reschima Demokratit schel Natzrat (arabisch القائمة الديموقراطية للناصرة, hebräisch רְשִׁימָה דֵּמוֹקְרָטִית שֶׁל נָצְרַת ‚Demokratische Liste von Nazareth‘) war eine politische Partei in Israel und die einzige israelisch-arabische Partei, die Sitze zur ersten Knesset errang. Die Partei wurde finanziell von der Partei Mifleget Poʿalei Eretz Jisraʾel (Mapai) unterstützt und wurde nach Nazareth benannt, weil das der Ort mit den meisten Arabern in Israel war.

## Geschichte
In der Partei Mifleget Poʿalei Eretz Jisraʾel wurden Bedenken zur Unterrepräsentation von arabischen Israelis an der politischen Willensbildung und der Teilhabe am politischen Leben im neuen Staat Israel geäußert, da die Mifleget Poʿalei Eretz Jisraʾel sich hinsichtlich ihrer Geschichte und ihrer Ideologie für Araber unattraktiv befand. Zudem konnten Araber kein Mitglied der Mifleget Poʿalei Eretz Jisraʾel werden, begründet in dem Widerspruch „loyaler Araber“ und „zionistische Partei“.
Die Parteiexperten für arabische Angelegenheiten suchten nun nach Möglichkeiten, diesen Widerspruch aufzulösen. So kamen sie auf die Idee, für die Teilhabe am politischen Prozess der arabischen Bevölkerung eine eigene Liste zu gründen, die durch finanzielle und materielle Unterstützung des Parteiapparates der Mifleget Poʿalei Eretz Jisraʾel erfolgreich an kommenden Wahlen teilnehmen könnte. Die Mifleget Poʿalei Eretz Jisraʾel sicherte sich so einen entsprechenden Einfluss auf die neu gebildete Partei. In der Folge dieser Idee wurde die Reschima Demokratit schel Natzrat gegründet.
An der ersten Wahl in Israel nach der Unabhängigkeitserklärung am 25. Januar 1949 nahm die Reschima Demokratit schel Natzrat erfolgreich teil. Sie erzielte 1,7 % der Stimmen und somit zwei Sitze in der Ersten Knesset, die von Seif el-Din el-Zoubi und dem Parteivorsitzenden Amin-Salim Jarjora bekleidet wurden. Die Reschima Demokratit schel Natzrat unterstützte die am 8. März 1949 gebildete Regierungskoalition unter David Ben-Gurion.
Diese Regierung scheiterte aufgrund von unterschiedlichen Ansichten über den Religionsunterricht und die Auflösung des Ministeriums für Rationierung und Versorgung sowie die beabsichtigte Berufung eines Unternehmers (Eliʿeser Kaplan) als Minister für Handel und Industrie und so verließ die Vereinigte Religiöse Front die Regierungskoalition.
Nachdem die unterschiedlichen Ansichten geklärt waren, wurde am 1. November 1950 die zweite Regierung unter Leitung von David Ben-Gurion gebildet.
Die Reschima Demokratit schel Natzrat nahm an der Parlamentswahl 1951 nicht mehr teil, da Seif el-Din el-Zoubi durch die Demokratische Liste für Araber Israels gewählt worden war. Amin-Salim Jarjora kehrte nicht mehr in die Knesset zurück, wurde aber Bürgermeister von Nazareth im Jahre 1954 und übte das Amt bis zur Amtsübernahme al-Zoubis 1959 aus.

## Abgeordnete in der Knesset
| Knesset (Anzahl Mandate) | Abgeordnete der Knesset                | Anmerkungen |
| ------------------------ | -------------------------------------- | ----------- |
| Erste (2)                | Seif E-Din E-Zoubi, Amin-Salim Jarjora |             |